# TVING
TVING (hangul: 티빙; rr: tibing) é um serviço online de streaming sul-coreano operado pela empresa TVING Corporation, uma joint venture entre a CJ Entertainment Division (CJ Group), Naver e JTBC (através do JTBC Studios, agora SLL Studios). É uma plataforma que transmite esportes, séries, programas de entretenimento, animações, filmes exclusivos para televisão, especiais de televisão e documentários.

## História
O TVING foi lançado em 31 de maio de 2010, pela CJ HelloVision. Em janeiro de 2016, o gerenciamento do serviço foi transferido para a CJ E&M. Em 17 de setembro de 2019, a CJ E&M e o JTBC Studios, agora SLL, assinaram um memorando para estabelecer uma nova joint venture para operar e controlar o novo serviço. Em 1º de outubro de 2020, a joint venture foi lançada oficialmente sob o nome TVING Corporation e Yang Ji-eul tornou-se o primeiro CEO da recém-criada entidade. Em 29 de abril de 2021, o TVING anunciou que não forneceria mais canais de TV gratuitamente, sendo necessário escolher uma de suas assinaturas para visualizar o conteúdo no futuro. Em 30 de junho de 2021, foi anunciado que a Naver investiu ₩40 bilhões no TVING Corporation, tornando-se a segunda maior acionista, com por volta de 15% de controle, atrás apenas da CJ E&M.
Durante o evento online "TVING Connect", o TVING anunciou planos de lançar seu serviço para o Japão e Taiwan até 2022. O TVING também está em negociações com a Line Corporation, subsidiária da Naver, para o lançamento do TVING em outros países da Ásia, juntamente nos Estados Unidos e na Europa.
Em dezembro de 2021, o TVING anunciou uma parceria de conteúdo da CJ com a ViacomCBS (agora Paramount ), e disponibilizou o Paramount+ como uma de suas assinaturas dentro de seu serviço, com lançamento previsto por volta de 16 de junho de 2022. A empresa também anunciou que lançaria K-dramas coproduzidos pelo conglomerado CJ (incluindo o Studio Dragon e o recém-formado CJ ENM Studios) e a Paramount. A primeira coprodução entre eles foi o drama de ficção científica Yonder.
Em julho de 2022, o CJ ENM e a gigante das telecomunicações da Coreia do Sul, KT, anunciaram que a Seezn, serviço de streaming da KT, irá se fundir com o TVING. Além disso, foi confirmado que, assim que a fusão for finalizada, o TVING se tornará a maior plataforma de streaming da Coreia do Sul e competirá, regionalmente, com a Netflix, que vem dominando e angariando grande parcela do mercado de streaming sul-coreano. A fusão foi aprovada legalmente pela Korea Fair Trade Commission em outubro de 2022. Outra fusão do TVING com o Wavve, serviço online do SK Telecom, também está sendo discutida.
Em 29 de junho de 2023, Choi Ju-hee foi nomeado o novo CEO do TVING.

## Disponibilidade
| Data de lançamento   | País/Território | Ref.   |
| -------------------- | --------------- | ------ |
| 1 de outubro de 2020 | Coreia do Sul   | [ 7 ]  |
| 2023                 | Japão, Taiwan   | [ 11 ] |
| 2024                 | Estados Unidos  | [ 11 ] |